# VC Essen-Borbeck
Der VC Essen-Borbeck ist ein Volleyball-Verein der Stadt Essen. Die 1. Mannschaft des VCB spielte unter dem Namen VC Allbau Essen in der Saison 2020/21 in der 2. Bundesliga Nord. Entstanden ist der VC Essen-Borbeck 1979 aus der Volleyballabteilung des Juspo Frintrop. Nachdem es Schwierigkeiten zwischen dem Hauptverein aus Unterfrintrop und dem Volleyballbereich gegeben hatte, gründeten einige Unverdrossene den 1. VC DJK Essen-Borbeck als eigenständigen Volleyballverein. Einige der Gründungsmitglieder sind noch immer im VCB, Bereich Hobby Männer, aktiv. Sowohl im Männer- aber vor allen Dingen im Frauenbereich zählte der VCB schon nach kurzer Zeit zu den leistungsstärksten Vereinen in Essen. Die 1. Frauenmannschaft spielte über mehrere Jahre in der 2. Bundesliga, ehe finanzielle Gründe zu einem Rückzug in die Verbandsliga führten.
1985 fusionierte der VC Essen-Borbeck aus sportlichen Gründen mit dem Nachbarverein LSG Essen. So entstand der Vereinsname 1. VC DJK LSG Essen-Borbeck 1979 e. V. Die Konzentration auf den Frauenbereich führte zwangsläufig dazu, dass Ende der 1980er Jahre der Frauenbereich immer mehr die Oberhand im Verein bekam und der Männerbereich zurückgedrängt wurde, was schließlich dazu führte, dass Ende der 1990er die letzte am Spielbetrieb teilnehmende Männermannschaft der Verein Richtung TuS 84/10 verließ. Die gute Zusammenarbeit mit den Schulen und eine intensive Jugendarbeit spiegelt sich heute in der Mitgliederstruktur des VC Essen-Borbeck nieder. Der Verein hat circa 270 Mitglieder. Die Jüngsten sind 6 und die Ältesten sind 80 Jahre alt.

## Frauen
In der Saison 2005/06 konnte der VCB mit der 1. Frauenmannschaft wieder in die 2. Bundesliga aufsteigen und diese Klasse auch halten, in der zweiten Saison wurde zwar bis zuletzt um den Klassenerhalt gebangt, doch gelang auch dieser zum wiederholten Male. In der Saison 2007/08 wurde mit der Essener Allbau GmbH ein neuer Sponsor gefunden, so dass die 1. Mannschaft von nun an unter dem Namen VC Allbau Essen agierte. Seit der Saison 2009/10 spielte der VC Allbau Essen in der Regionalliga West. In der Saison 2015/16 stieg das Team als Meister der Regionalliga West in die Dritte Liga West auf und belegte den 3. Platz. Als 1. sportlicher Nachrücker spielte die 1. Mannschaft in der Spielzeit 2017/18 in der 2. Bundesliga Nord und stieg direkt wieder ab, um ein Jahr später direkt wieder aufzusteigen. In der Saison 2019/20 belegte sie zum Abbruch der Saison (Corona) den 7. Platz und ging in der Saison 2020/21 erneut in der 2. Bundesliga an den Start. In dieser Saison belegte sie Platz drei in der Abschlusstabelle, verbunden mit einem Aufstiegsrecht zur 1. Bundesliga. Darauf wurde jedoch aufgrund der Hallen- und Finanzsituation des Vereins verzichtet. In der Spielzeit 2021/22 ging die 1. Mannschaft erneut unter dem Namen VC Allbau Essen in der 2. Bundesliga Nord auf die Punktejagd und wurde Vierter. Ab der Saison 2022/23 firmiert die Mannschaft unter Allbau Volleys Essen und spielt seit der Gründung der 2. Bundesliga Pro in dieser Liga. In der Saison 2024/25 hat der Verein insgesamt acht Frauenteams.
Zur Saison 2025/26 wird die Lizenz der Zweitliga-Mannschaft aus Essen nach Düsseldorf übertragen, weshalb die Mannschaft zukünftig für Eintracht Spontent antreten wird. Für die Spielzeit 2025/26 hat der Verein sieben Damenteams gemeldet. Das höchste spielt in der Landesliga; die niedrigste in der Kreisliga.

## Männer
Seit der Saison 2021 ist nach mehreren Jahrzehnten der Männervolleyball zurück beim VC Essen-Borbeck. Zur Saison 2021/22 übernahm der VCB vom SV Bayer Wuppertal eine Verbandsliga Spielklasse. Derzeit spielt die 1. Männermannschaft in der Oberliga. Zur Saison 2024/25 nahmen zusätzlich eine Männermannschaft in der Bezirksliga und eine Männermannschaft in der Bezirksklasse am Spielbetrieb teil. Für die Spielzeit 2025/26 wurde eine Verbandsliga- und Bezirksligamannschaft von anderen Vereinen übernommen, und es nehmen 5 Herrenteams am Spielbetrieb zwischen Oberliga und Bezirksklasse teil.

## Jugend
Die weiblichen Jugendmannschaften spielen entweder in der Oberliga oder Bezirksliga; die männlichen alle in der Oberliga.